# RS Chamaeleontis
RS Chamaeleontis (RS Cha / 9 Chamaeleontis / HD 75747) es una estrella variable en la constelación de Chamaeleon —el camaleón— de magnitud aparente media +6,07.
Se encuentra a 352 años luz del sistema solar.
RS Chamaeleontis es una estrella binaria compuesta por dos estrellas de tipo A8V prácticamente idénticas.
La componente A tiene una temperatura efectiva de 8050 K y la componente B es ligeramente más fría, con una temperatura de 7700 K.
Ambas son igual de luminosas, 17 veces más que el Sol.
La componente A tiene una masa de 1,85 masas solares y un radio 2,14 veces más grande que el radio solar, mientras que su acompañante —con 1,82 masas solares y un radio de 2,34 radios solares— es algo menos masiva pero de mayor tamaño.
Las velocidades de rotación proyectadas son, respectivamente, 64 km/s y 70,0 km/s.
Poseen una metalicidad ligeramente superior a la solar ([Fe/H] = +0,17).
RS Chamaeleontis es un sistema muy joven; ambas componentes son estrellas pre-secuencia principal (estrellas Herbig Ae/Be) con una edad aproximada de sólo 8 millones de años.
Estudios espectroscópicos han detectado pulsaciones no-radiales en la superficie de ambas estrellas.
RS Chamaeleontis es una binaria eclipsante con un período orbital de 1,6699 días, siendo el semieje mayor de la órbita 0,04 UA. El eclipse principal y el secundario son semejantes, con una disminución de brillo de 0,66 y 0,51 magnitudes respectivamente.
Es una binaria semejante a PV Puppis, con la salvedad de que RS Chamaeleontis es un sistema mucho más joven.